# Rio Choró
O Rio Choró é um rio brasileiro que banha o estado do Ceará.
A origem do nome é provavelmente onomatopaica chorron que significaria murmurar em tupi-guarani. Choró é o nome de um pássaro muito comum no sertão nordestino, que quando canta parece um murmúrio.

## Curso e bacia hidrográfica
Nasce na Serra do Teixeira em Choró e deságua no Oceano Atlântico, na região da Praia de Barra  nova (Cascavel). sendo sua foz o limite entre Cascavel e Beberibe. Seu curso passa também por Quixadá, Itapiúna, Baturité, Aracoiaba, Chorozinho e Pacajus.
Além dos municípios por onde passa, sua bacia hidrográfica abrange também os municípios de Canindé, Aratuba, Capistrano, Mulungu, Guaramiranga, Barreira e Ocara.O Rio Choró é um rio tupi.

## Condições pluviométricas
O Choró, como todo curso de água cearense, sofre influência das variações das precipitações pluviométricas, sendo suas descargas máximas observadas na época das chuvas  de fevereiro a maio. Sua bacia está quase totalmente inserida em uma região de clima tropical quente semi-árido, apenas uma pequena parte, já próxima ao litoral, e à Serra de Baturité possuem clima tropical quente semi-árido brando.

## Afluentes
Os principais afluentes são o rio Castro e o rio Aracoiaba.

## Barragens
Em seu leito estão construídos os açudes Açude Choró Limão, também conhecido como Açude Pompeu Sobrinho, com capacidade de 143.000.000 m³ em Choró, e o Açude Pacajus, com capacidade de 240.000.000 m³, em Chorozinho. Outros açudes importantes de sua bacia hidrográfica são o Aracoiba, em Aracoiaba, o Castro em Itapiúna, o Pesqueiro em Capistrano e a Leiteira, entre os municípios de Cascavel e Beberibe